# Digger Dawson
William John "Digger" Dawson (1905 – ?) là một cầu thủ bóng đá người Anh thi đấu ở vị trí hậu vê biên ở Football League cho Carlisle United, Crewe Alexandra và York City và ở cho Newbiggin West End và Workington ở các giải dưới league.